# 斯蒂芬·斯帕拉尼亞
斯蒂芬·斯帕拉尼亞（法語：Stéphane Sparagna；1995年2月17日—），是一名法國職業足球員，現時效力法國甲組足球聯賽球隊馬賽。司職後衛。
斯帕拉尼亞為法國甲組足球聯賽球隊馬賽的青訓球員，2014年8月，他在19歲時為首次為馬賽上陣。
在國家隊方面，斯帕拉尼亞曾代表法國 U20上陣，亦是球隊的隊長。他在2015年土伦杯国际足球邀请赛決賽時攻入1球，協助球隊捧盃而回。

## 國家隊生涯

### 法國青年國家隊
2015年6月17日，斯帕拉尼亞成為法國 U20的隊長，並在2015年土伦杯国际足球邀请赛決賽對陣摩洛哥 U20時，接應羅曼·夏拜恩的角球射進反超前的1球，帶領球隊以3比1贏下比賽，奪得自2008年後首個土伦杯国际足球邀请赛冠軍。除了決賽攻入1球外，他亦揭幕戰對陣美國 U20時，亦射進一記自由球。
在U20取得成功後，斯帕拉尼亞獲法國 U21徵召，並於2015年11月15日對陣馬其頓 U21時首次為法國 U21上陣，但他在比賽中兩黃一紅被逐離場，最終球隊以2比2戰和對手。

## 生涯統計
截至2017年4月28日
| 球會           | 賽季        | 聯賽             | 聯賽 | 聯賽 | 盃賽1 | 盃賽1 | 聯賽盃2 | 聯賽盃2 | 洲際比賽3 | 洲際比賽3 | 其他 | 其他 | 總計 | 總計 |
| 球會           | 賽季        | 聯賽             | 出場 | 入球 | 出場  | 入球  | 出場    | 入球    | 出場      | 入球      | 出場 | 入球 | 出場 | 入球 |
| -------------- | ----------- | ---------------- | ---- | ---- | ----- | ----- | ------- | ------- | --------- | --------- | ---- | ---- | ---- | ---- |
| 馬賽           | 2014-15賽季 | 法國甲組足球聯賽 | 4    | 0    | 0     | 0     | 0       | 0       | 0         | 0         | —    | —    | 4    | 0    |
| 馬賽           | 2015-16賽季 | 法國甲組足球聯賽 | 7    | 0    | 1     | 0     | 2       | 0       | 4         | 0         | —    | —    | 14   | 0    |
| 馬賽           | 總計        | 總計             | 11   | 0    | 1     | 0     | 2       | 0       | 4         | 0         | 0    | 0    | 18   | 0    |
| 歐塞爾（外借） | 2016-17賽季 | 法國乙組足球聯賽 | 29   | 0    | 2     | 0     | 2       | 0       | —         | —         | —    | —    | 33   | 0    |
| 生涯總計       | 生涯總計    | 生涯總計         | 40   | 0    | 3     | 0     | 4       | 0       | 4         | 0         | 0    | 0    | 51   | 0    |

1包括法國盃的比賽。

2包括法國聯賽盃的比賽。

3包括的比賽。

## 榮譽

### 國家隊
法國 U20
- 土伦杯国际足球邀请赛：2015年（英语：2015 Toulon Tournament）

## 外部連結
- 斯蒂芬·斯帕拉尼亞於馬賽官方網站上的資料
- Stéphane Sparagna – 法國職業足球聯賽数据 – 支持法语（已存档）
- 斯蒂芬·斯帕拉尼亞在《隊報》足球中的档案 （法文）
- Soccerway資料庫：Stéphane Sparagna
- . footballdatabase.eu.   [2017-06-02]. （原始内容存档于2017-06-14） （英语）.
- 斯蒂芬·斯帕拉尼亞 （页面存档备份，存于）在法國足球總會上的資料